# Casey (Ontario)
Pour les articles homonymes, voir Casey.

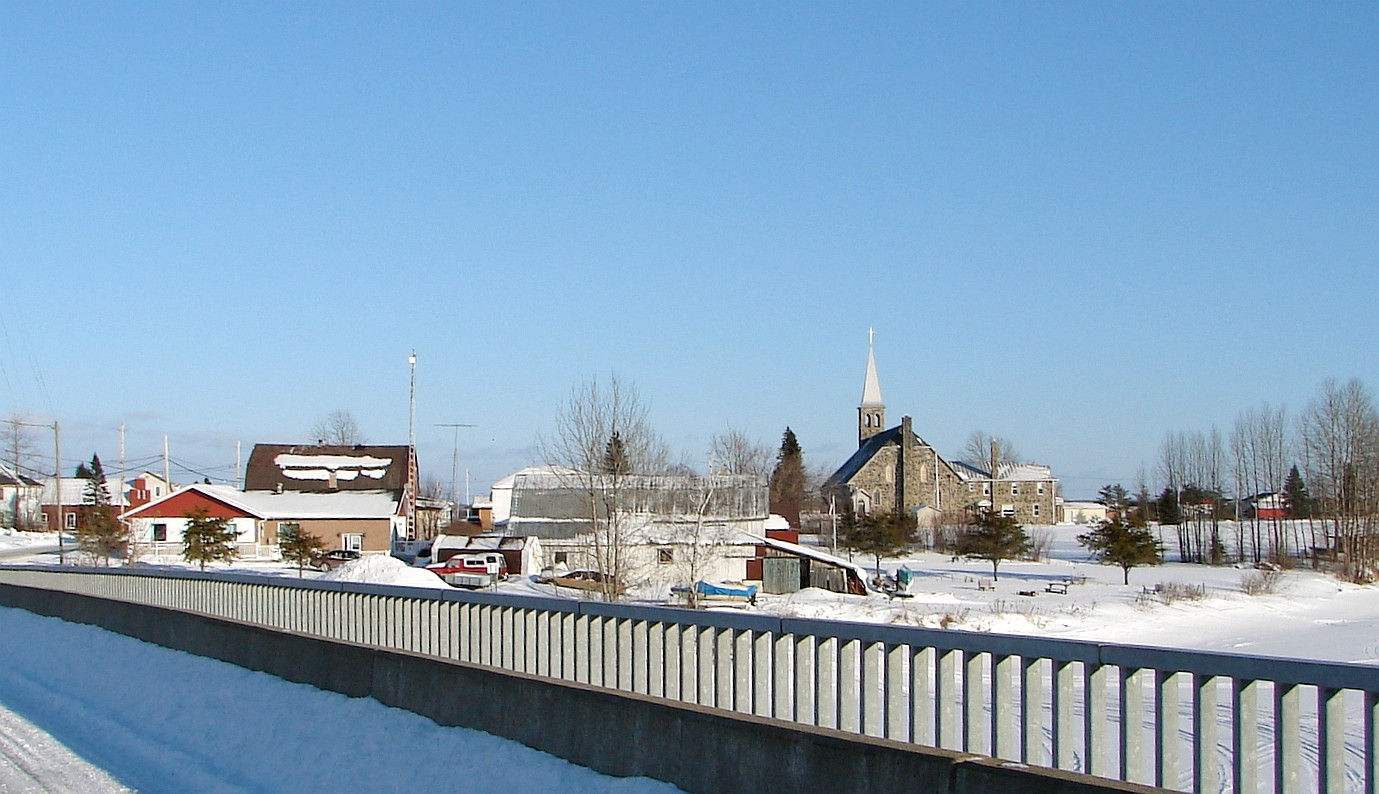
Vue du village de Belle-Vallée à Casey.

Casey est une municipalité cantonale de l'Ontario située dans le district de Timiskaming, près de la frontière avec le Québec. La rivière Blanche traverse la municipalité.

## Géographie
Casey est composée de la municipalité majoritairement franco-ontarienne de Belle-Vallée et de deux hameaux ruraux Judge et Pearson. 
Au recensement de la population de 2011, la population totale de Casey, s'élevait à 374 habitants dont plus de la moitié des villageois dans le bourg franco-ontarien de Belle-Vallée.
La population est majoritairement francophone avec 75 % de Franco-ontariens. La minorité anglophone compose le quart restant de la population. 

## Histoire
Dès 1905, des travailleurs québécois émigrèrent dans ce coin de l'Ontario lors de l'extraction de l'argent et du cobalt. En 1909, le village de Belle-vallée fut organisé officiellement en municipalité. Par la suite, la Caisse Populaire s'installa à Belle-Vallée. L'Union Culturelle Franco-Ontarienne (U.C.F.O.) ainsi que le Comité Récréatif de la municipalité de Casey, animent la vie locale de Casey. Les informations sont disponibles sur Internet et affichées au bureau de poste de Belle-Vallée.  

## Démographie
| 2001 | 2006 | 2011 | 2016 |
| ---- | ---- | ---- | ---- |
| 421  | 385  | 374  | 368  |